# 음력 9월 14일
음력 9월 14일은 음력 9월의 14번째 날이다.

## 사건
- 2014년 -
  - 제주특별자치도 제주시 고산 서남서쪽 20km 해역에서 규모 3.0의 지진이 발생하였다.
  - 중국 윈난성 남서부에서 6.0의 지진이 발생하였다. 1명이 사망하고 38명이 부상당하였다.

## 문화
- 1990년 - 신승훈이 1집 《미소 속에 비친 그대》로 데뷔.

## 탄생
- 1960년 - 대한민국의 산악인 엄홍길.
- 1967년 - 대한민국의 성우 김승준.
- 1985년 - 대한민국의 배우 홍인영.
- 1989년
  - 대한민국의 가수 전효성(시크릿).
  - 대한민국의 가수 늘해랑.
- 1995년 - 대한민국의 래퍼 엑시 (우주소녀).

## 사망
- 1990년 - 대한민국의 가수 김현식.

## 같이 보기
- 음력 360일: 1월 2월 3월 4월 5월 6월 7월 8월 9월 10월 11월 12월
- 전날:9월 13일 다음날:9월 15일 - 전달:8월 14일 다음달:10월 14일
- 양력:9월 14일
- 음력, 윤달